# Picotet de D'Orbigny
El picotet de D'Orbigny (Picumnus dorbignyanus) és una espècie d'ocell de la família dels pícids (Picidae) que habita boscos i garrigues dels Andes fins als 2100 m, a l'est del Perú i Bolívia.